# Олая-Эррера
Олая-Эррера (исп. Olaya Herrera) — муниципалитет в составе департамента Нариньо Колумбии, является частью провинции Санкьянга. Административный центр — Бокас-де-Сатинга.

## История
Выделен в отдельную административную единицу в 30 ноября 1975 года.

## Географическое положение

Муниципалитет Олая-Эррера

Муниципалитет Олая-Эррера граничит на востоке с территорией муниципалитета Ла-Тола, на юге — с муниципалитетом Магуи-Паян, на юго-западе — с муниципалитетом Роберто-Паян, на западе — с муниципалитетом Москера, на севере омывается водами Тихого океана. Площадь муниципалитета составляет 2929 км².

## Население
По данным Национального административного департамента статистики Колумбии, численность населения муниципалитета в 2024 году составляла 26 469 человек.
Динамика численности населения муниципалитета по годам:
| 2005   | 2010   | 2015   | 2020   | 2021   | 2022   | 2023   | 2024   |
| ------ | ------ | ------ | ------ | ------ | ------ | ------ | ------ |
| 27 359 | 29 324 | 31 204 | 25 811 | 25 969 | 26 110 | 26 280 | 26 469 |

Согласно данным переписи 2005 года мужчины составляли 52,2 % от населения Олая-Эрреры, женщины — соответственно 47,8 %. В расовом отношении негры, мулаты и райсальцы составляли 94,8 % от населения города; индейцы — 3,7 %; белые и метисы — 1,5 %.
Уровень грамотности среди всего населения составлял 67,3 %.

## Экономика
Большинство трудоспособного населения занято в сельском хозяйстве, лесозаготовке и рыболовстве.
75 % от общего числа муниципальных предприятий составляют предприятия торговой сферы, 25 % — предприятия сферы обслуживания.